# دونالد سي. ماكدويل
دونالد سي. ماكدويل هو سياسي أمريكي، ولد في 27 أغسطس 1890، وتوفي في 22 فبراير 1973. نشط حزبياً في الحزب الجمهوري. وقد انتخب عضو جمعية ولاية ويسكونسن ‏.